# Upshot-Knothole Grable

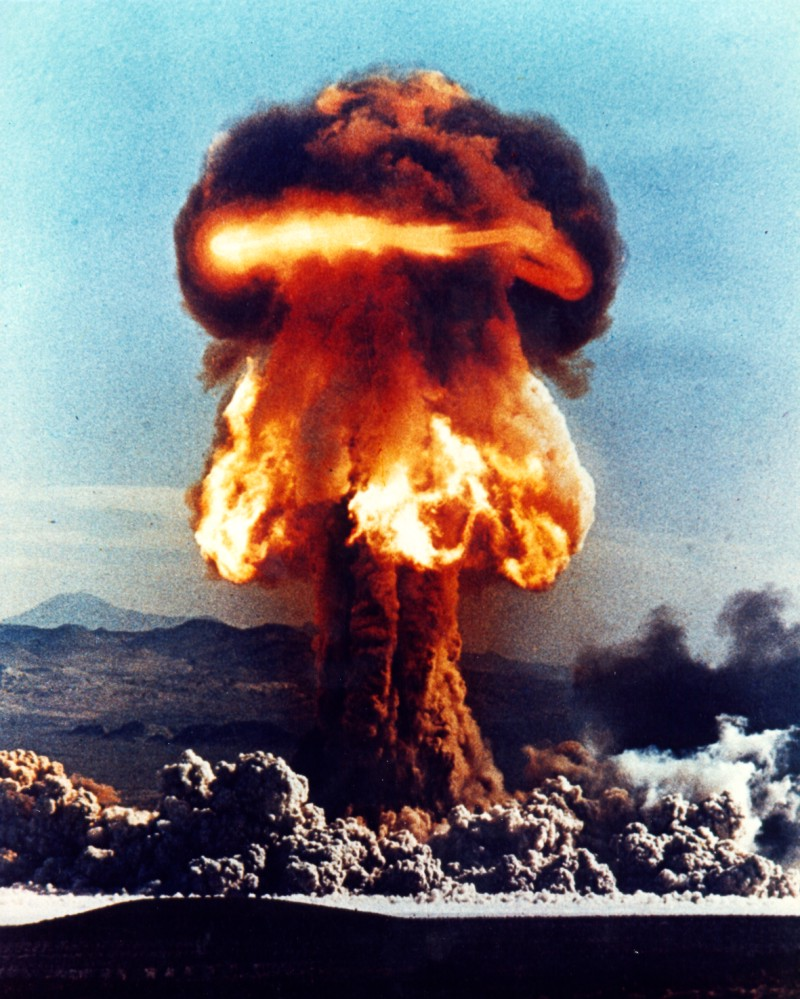
Un primer plano de la Nube de hongo y la bola de fuego de Grable.

Upshot-Knothole Grable fue una  prueba de armas nucleares realizada por Estados Unidos como parte de la Operación Upshot-Knothole. La detonación de la arma nuclear asociada ocurrió 19 segundos después de su despliegue a las 8:30 am  PDT (1530 UTC) el 25 de mayo de 1953, en el Área 5 del Sitio de pruebas de Nevada. Se eligió el nombre en clave  Grable  porque la letra  Grable  es fonética para G, como en "pistola", ya que la ojiva era un arma de fisión tipo pistola. Como proyectil atómico disparado por artillería, o Artillería nuclear (AFAP), el dispositivo fue el primero de su tipo. La prueba sigue siendo el único proyectil de artillería nuclear que se haya disparado en Estados Unidos como parte de un programa de pruebas nucleares.
Grable fue la segunda de las únicas cuatro ojivas tipo pistola que alguna vez detonaron (la primera fue Little Boy, el arma utilizada contra Hiroshima, las dos últimas fueron disparos de prueba del W33; todas las demás armas atómicas eran (Tipo de armas de Implocion). El proyectil, designado como arma nuclear Mark 9, tenía un diámetro de 280 mm (11,02 pulgadas), tenía 1380 mm (54,4 pulgadas) de largo y pesaba 364 kg (803 libras). El Cañón Atómico M65 desde el que se disparó tenía una velocidad inicial de 625 m / s (2060 pies / s), para un rango nominal de 32 km (19,9 mi; 19,9 mi), y pesaba 77  toneladas métricas (85  t).
La detonación de Grable se produjo 19 segundos después de su disparo.  Detonó a más de 11.000 yardas (más de 10 km, 6,25 millas) de distancia del arma desde la que se disparó, sobre una parte del sitio de pruebas de Nevada conocido como Frenchman Flat. La explosión fue una ráfaga de aire de 160 m (524 pies) sobre el suelo (7 m (24 pies) por encima de su altitud de explosión designada), 26 m (87 pies) al oeste y 41 m (136 pies) al sur de su objetivo (ligeramente alterado). Su rendimiento se estimó en 15  kilotones, aproximadamente el mismo nivel que Little Boy. Una característica anómala de la explosión fue la formación de un precursor, un segundo frente de choque por delante de la onda incidente. Este precursor se formó cuando la onda de choque se reflejó en el suelo y superó la onda incidente y el vástago de Mach debido a una capa de aire caliente del suelo y la baja altura de explosión. Resultó en una sobrepresión más baja, pero una presión dinámica general más alta, lo que infligió mucho más daño en objetivos sensibles  arrastre como jeeps y vehículos de transporte de personal. Esto llevó a los estrategas a reconsiderar la importancia de las ráfagas de aire bajas en la guerra nuclear táctica.
Algunas imágenes de Upshot-Knothole  Grable  fueron accidentalmente etiquetadas como pertenecientes a la toma de  Priscilla  de la Operación Plumbbob en 1957. Como consecuencia, muchas publicaciones, incluidos documentos oficiales del gobierno, tienen la foto mal etiquetada.
Almirante Arthur W. Radford, en ese momento el Jefe del Estado Mayor Conjunto, y  Secretario de Defensa Charles E. Wilson estuvieron presentes para la prueba.